# Indigofera pilgeriana
Indigofera pilgeriana är en ärtväxtart som beskrevs av Rudolf Schlechter. Indigofera pilgeriana ingår i släktet indigosläktet, och familjen ärtväxter. Inga underarter finns listade i Catalogue of Life.